# Animo (groupe américain)
Pour les articles homonymes, voir Animo.
Animo est un groupe de punk rock américain, originaire d'Arvada, dans le Colorado. Initialement formé sous le nom de D.O.R.K., le groupe change de nom pour Animo en 2007, et compte un total de deux albums studio, One Hope One Mind (2007) et Blood in the Water (2008), avant de se séparer en 2009. Le groupe jouera annuellement au festival Vans Warped Tour.

## Biographie
Le groupe est formé à la fin de 2002 à Arvada, dans le Colorado, initialement sous le nom de D.O.R.K.,. Sous ce nom, les membres voyageront jusqu'à Las Cruces, dans le Nouveau-Mexique, afin d'y rencontrer le fondateur du festival annuel Vans Warped Tour, qui les invitera à jouer. Ils joueront au festival pendant trois ans d'affilée avant le départ de leur chanteur et membre fondateur. D.O.R.K. change de nom en juillet 2007 pour adopter celui de Animo. Il comprend désormais le chanteur et guitariste Schuyler Akele, le guitariste et chanteur Brian Johannsen, le bassiste Donovan Welsh, et le batteur Jimmy « Styx » Blair. Le groupe s'inspire clairement de groupes mélodiques tels que Simple Plan, blink-182 et MxPx. Le groupe signe avec le label Suburban Home, et publie son premier album studio, intitulé One Hope One Mind, le 17 juillet 2007.
Le 27 mai 2008, Animo publie son deuxième album studio, Blood in the Water, et effectue une tournée en son soutien notamment au Vans Warped Tour. L'album, qui comprend onze titres, est publié à leur propre label, Sans Radicles Records, et distribué par Koch Records. En mars 2009, le groupe se sépare.

## Discographie
- 2007 : One Hope One Mind
- 2008 : Blood in the Water